# Tormented (film, 2011)
 (mai 2015).
Si vous disposez d'ouvrages ou d'articles de référence ou si vous connaissez des sites web de qualité traitant du thème abordé ici, merci de compléter l'article en donnant les références utiles à sa vérifiabilité et en les liant à la section « Notes et références ».
Pour plus de détails, voir Fiche technique et Distribution.
Tormented  (ラビット・ホラー3D, Rabbit Horror 3D) est un thriller psychologique et un film d'horreur japonais et néerlandais réalisé et écrit par Takashi Shimizu, sorti en 2011. La musique est de Kenji Kawai.

## Synopsis
Le film raconte l'histoire de Kiriko (Hikari Mitsushima) et de son petit frère Daigo (Takeru Shibuya). Ce dernier, après avoir achevé un lapin devant toute son école, est devenu le bouc-émissaire de ses camarades. N'allant plus en classe, il reste auprès de sa grande-sœur muette, travaillant à la bibliothèque de l'école. Leur père Kohei (Teruyuki Kagawa), créateur d'animation pour bouquin, est devenu mutique depuis la mort accidentelle de sa seconde femme, Kyoko (Tamaki Ogawa). En allant voir le film The Shock Labyrinth 3d avec Kiriko, Daigo attrapa et conserva la peluche de lapin du film qui était sorti de l'écran. Depuis ce jour, le frère et la sœur seront hantés par un immense lapin blanc, ainsi que par le spectre d'une jeune femme aux longs cheveux noirs. 

## Fiche technique
- Titre : Tormented
- Titre original : ラビット・ホラー3D (Rabbit Horror 3D)
- Réalisation : Takashi Shimizu
- Scénario : Sōtarō Hayashi, Daisuke Hosaka et Takashi Shimizu
- Musique : Kenji Kawai
- Photographie : Christopher Doyle
- Montage : Zensuke Hori
- Production : Satoru Ogura et Masayuki Tanishima
- Société de production : Dentsu, Epic Records, Fortissimo Films, Ogura Jimusyo, Phantom Film et Video Audio Project
- Pays :  Japon et  Pays-Bas
- Genre : Horreur
- Durée : 83 minutes
- Dates de sortie : 
  -  Japon : 17 août 2011

## Distribution
- Hikari Mitsushima : Kiriko
- Takeru Shibuya : Daigo
- Tamaki Ogawa
- Nao Ōmori
- Teruyuki Kagawa : Kohei
- Momoko Tanabe
- Akira Takahashi

## Distinctions
En 2012, le film a reçu un Corbeau d'argent à la 30e édition du Festival international du film fantastique de Bruxelles et fut présenté à la 68e édition de la Mostra de Venise.